# Eviota readerae
Eviota readerae là một loài cá biển thuộc chi Eviota trong họ Cá bống trắng. Loài cá này được mô tả lần đầu tiên vào năm 2004.

## Từ nguyên
Loài cá này được đặt theo tên của Sally E. Reader, người đã hỗ trợ tác giả đầu tiên thu thập hầu hết mẫu vật của chúng.

## Phạm vi phân bố và môi trường sống
E. readerae được tìm thấy ở vùng biển Tây Nam Thái Bình Dương. Loài cá này được ghi nhận ở xung quanh đảo Lord Howe, rạn san hô Middleton và rạn san hô Elizabeth trên biển Tasman (thuộc Úc). Chúng được thu thập gần các rạn san hô và đá ngầm ở độ sâu khoảng m trở lại.

## Mô tả
Chiều dài cơ thể tối đa được ghi nhận ở E. readerae là 2 cm. Cơ thể có các dải màu nâu đỏ nổi bật trên thân.
Số gai ở vây lưng: 7; Số tia vây ở vây lưng: 9; Số gai ở vây hậu môn: 1; Số tia vây ở vây hậu môn: 8.